# Albumy numer jeden w roku 2018 (Korea Południowa)
Circle Album Chart – południowokoreańska lista przebojów, na której znajdują się najlepiej sprzedające się albumy Korei Południowej. Jest częścią Circle Chart, który został uruchomiony w lutym 2010 roku jako Gaon Chart. Dane są zestawiane przez Ministerstwo Kultury, Sportu i Turystyki oraz Korea Music Content Industry Association na podstawie tygodniowych/miesięcznych fizycznych sprzedaży albumów przez sześć głównych południowokoreańskich dystrybutorów: Kakao Entertainment, SM Entertainment, Sony Music Korea, Warner Music Korea, Universal Music i Stone Music Entertainment.

## Wykresy tygodniowe
| Data publikacji | Album                              | Wykonawca        | Źródło |
| --------------- | ---------------------------------- | ---------------- | ------ |
| 6 stycznia      | Love Yourself 承 'Her'             | BTS              | [ 3 ]  |
| 13 stycznia     | Top Seed                           | Infinite         | [ 4 ]  |
| 20 stycznia     | True Colors                        | JBJ              | [ 5 ]  |
| 27 stycznia     | Poet Artist                        | Jonghyun         | [ 6 ]  |
| 3 lutego        | The Perfect Red Velvet             | Red Velvet       | [ 7 ]  |
| 10 lutego       | Director's Cut                     | Seventeen        | [ 8 ]  |
| 17 lutego       | 1X1=1 (To Be One)                  | Wanna One        | [ 9 ]  |
| 24 lutego       | 白                                 | Yang Yo-seob     | [ 10 ] |
| 3 marca         | 10 Stories                         | Kim Sung-kyu     | [ 11 ] |
| 10 marca        | Yellow Flower                      | Mamamoo          | [ 12 ] |
| 17 marca        | Eyes on You                        | Got7             | [ 13 ] |
| 24 marca        | 0+1=1 (I Promise You)              | Wanna One        | [ 14 ] |
| 31 marca        | New Chapter #1: The Chance of Love | TVXQ             | [ 15 ] |
| 7 kwietnia      | Everyday                           | Winner           | [ 16 ] |
| 14 kwietnia     | Blooming Days                      | Exo-CBX          | [ 17 ] |
| 21 kwietnia     | Eau de VIXX                        | VIXX             | [ 18 ] |
| 28 kwietnia     | Be Myself                          | Hwang Chi-yeul   | [ 19 ] |
| 5 maja          | Time for the Moon Night            | GFriend          | [ 20 ] |
| 12 maja         | Seoul Night                        | Teen Top         | [ 21 ] |
| 19 maja         | Love Yourself 轉 'Tear'            | BTS              | [ 22 ] |
| 26 maja         | Love Yourself 轉 'Tear'            | BTS              | [ 23 ] |
| 2 czerwca       | The Story of Light EP.1            | Shinee           | [ 24 ] |
| 9 czerwca       | 1÷x=1 (Undivided)                  | Wanna One        | [ 25 ] |
| 16 czerwca      | The Story of Light EP.2            | Shinee           | [ 26 ] |
| 23 czerwca      | Square Up                          | Blackpink        | [ 27 ] |
| 30 czerwca      | Who, You                           | NU'EST W         | [ 28 ] |
| 7 lipca         | One & Six                          | Apink            | [ 29 ] |
| 14 lipca        | Summer Nights                      | Twice            | [ 30 ] |
| 21 lipca        | You Make My Day                    | Seventeen        | [ 31 ] |
| 28 lipca        | The Great Seungri                  | Seungri          | [ 32 ] |
| 4 sierpnia      | You Make My Day                    | Seventeen        | [ 33 ] |
| 11 sierpnia     | Summer Magic                       | Red Velvet       | [ 34 ] |
| 18 sierpnia     | Bout You                           | Super Junior-D&E | [ 35 ] |
| 25 sierpnia     | Love Yourself 結 'Answer'          | BTS              | [ 36 ] |
| 1 września      | Love Yourself 結 'Answer'          | BTS              | [ 37 ] |
| 8 września      | We Go Up                           | NCT Dream        | [ 38 ] |
| 15 września     | The Story of Light: Epilogue       | Shinee           | [ 39 ] |
| 22 września     | Present: You                       | Got7             | [ 40 ] |
| 29 września     | Present: You                       | Got7             | [ 41 ] |
| 6 października  | New Kids: The Final                | iKon             | [ 42 ] |
| 13 października | Regular-Irregular                  | NCT 127          | [ 43 ] |
| 20 października | Regular-Irregular                  | NCT 127          | [ 44 ] |
| 27 października | Take.1 Are You There?              | Monsta X         | [ 45 ] |
| 3 listopada     | Don't Mess Up My Tempo             | Exo              | [ 46 ] |
| 10 listopada    | Yes or Yes                         | Twice            | [ 47 ] |
| 17 listopada    | Hour Moment                        | BtoB             | [ 48 ] |
| 24 listopada    | 1¹¹=1 (Power of Destiny)           | Wanna One        | [ 49 ] |
| 1 grudnia       | Wake,N                             | NU'EST W         | [ 50 ] |
| 8 grudnia       | Present: You & Me                  | Got7             | [ 51 ] |
| 15 grudnia      | Love Shot                          | Exo              | [ 52 ] |
| 22 grudnia      | Poet Artist                        | Jonghyun         | [ 53 ] |
| 29 grudnia      | Don't Mess Up My Tempo             | Exo              | [ 54 ] |

## Wykresy miesięczne
| Miesiąc     | Album                     | Wykonawca | Sprzedaż  | Źródło |
| ----------- | ------------------------- | --------- | --------- | ------ |
| Styczeń     | Poet Artist               | Jonghyun  | 151 224   | [ 55 ] |
| Luty        | Director's Cut            | Seventeen | 176 291   | [ 56 ] |
| Marzec      | 0+1=1 (I Promise You)     | Wanna One | 829 275   | [ 57 ] |
| Kwiecień    | Blooming Days             | Exo-CBX   | 352 575   | [ 58 ] |
| Maj         | Love Yourself 轉 'Tear'   | BTS       | 1 664 041 | [ 59 ] |
| Czerwiec    | 1÷x=1 (Undivided)         | Wanna One | 639 955   | [ 60 ] |
| Lipiec      | You Make My Day           | Seventeen | 351 928   | [ 61 ] |
| Sierpień    | Love Yourself 結 'Answer' | BTS       | 1 933 450 | [ 62 ] |
| Wrzesień    | Present: You              | Got7      | 301 916   | [ 63 ] |
| Październik | Regular-Irregular         | NCT 127   | 273 075   | [ 64 ] |
| Listopad    | Don't Mess Up My Tempo    | Exo       | 1 195 334 | [ 65 ] |
| Grudzień    | Love Shot                 | Exo       | 499 849   | [ 66 ] |